# La Baume-de-Transit
Pour les articles homonymes, voir Baume et Transit.
La Baume-de-Transit [la bom də tʁɑ̃zit] est une commune française située dans le département de la Drôme, en région Auvergne-Rhône-Alpes.
Ses habitants sont dénommés les Baumois et Baumoises.

## Géographie

### Localisation
La Baume-de-Transit est située à 12 km de Valréas, à 9 km de Saint-Paul-Trois-Châteaux et à 11 km de Grignan.

### Climat
Pour des articles plus généraux, voir Climat d'Auvergne-Rhône-Alpes et Climat de la Drôme.
En 2010, le climat de la commune est de type climat méditerranéen franc, selon une étude du CNRS s'appuyant sur une série de données couvrant la période 1971-2000. En 2020, Météo-France publie une typologie des climats de la France métropolitaine dans laquelle la commune est exposée à un climat méditerranéen et est dans la région climatique  Provence, Languedoc-Roussillon, caractérisée par une pluviométrie faible en été, un très bon ensoleillement (2 600 h/an), un été chaud (21,5 °C), un air très sec en été, sec en toutes saisons, des vents forts (fréquence de 40 à 50 % de vents > 5 m/s) et peu de brouillards. 
Pour la période 1971-2000, la température annuelle moyenne est de 13,5 °C, avec une amplitude thermique annuelle de 17,5 °C. Le cumul annuel moyen de précipitations est de 803 mm, avec 6,4 jours de précipitations en janvier et 3,3 jours en juillet. Pour la période 1991-2020, la température moyenne annuelle observée sur la station météorologique de Météo-France la plus proche, sur la commune de Visan à 7 km à vol d'oiseau, est de 14,2 °C et le cumul annuel moyen de précipitations est de 772,7 mm,. Pour l'avenir, les paramètres climatiques de la commune estimés pour 2050 selon différents scénarios d'émission de gaz à effet de serre sont consultables sur un site dédié publié par Météo-France en novembre 2022.

## Urbanisme

### Typologie
Au 1er janvier 2024, La Baume-de-Transit est catégorisée bourg rural, selon la nouvelle grille communale de densité à 7 niveaux définie par l'Insee en 2022.
Elle est située hors unité urbaine. Par ailleurs la commune fait partie de l'aire d'attraction de Pierrelatte, dont elle est une commune de la couronne,. Cette aire, qui regroupe 17 communes, est catégorisée dans les aires de moins de 50 000 habitants,.

### Occupation des sols
L'occupation des sols de la commune, telle qu'elle ressort de la base de données européenne d’occupation biophysique des sols Corine Land Cover (CLC), est marquée par l'importance des territoires agricoles (89,5 % en 2018), une proportion identique à celle de 1990 (89,5 %). La répartition détaillée en 2018 est la suivante : 
cultures permanentes (56,1 %), zones agricoles hétérogènes (33,4 %), forêts (8,4 %), zones urbanisées (2,1 %). L'évolution de l’occupation des sols de la commune et de ses infrastructures peut être observée sur les différentes représentations cartographiques du territoire : la carte de Cassini (XVIIIe siècle), la carte d'état-major (1820-1866) et les cartes ou photos aériennes de l'IGN pour la période actuelle (1950 à aujourd'hui).

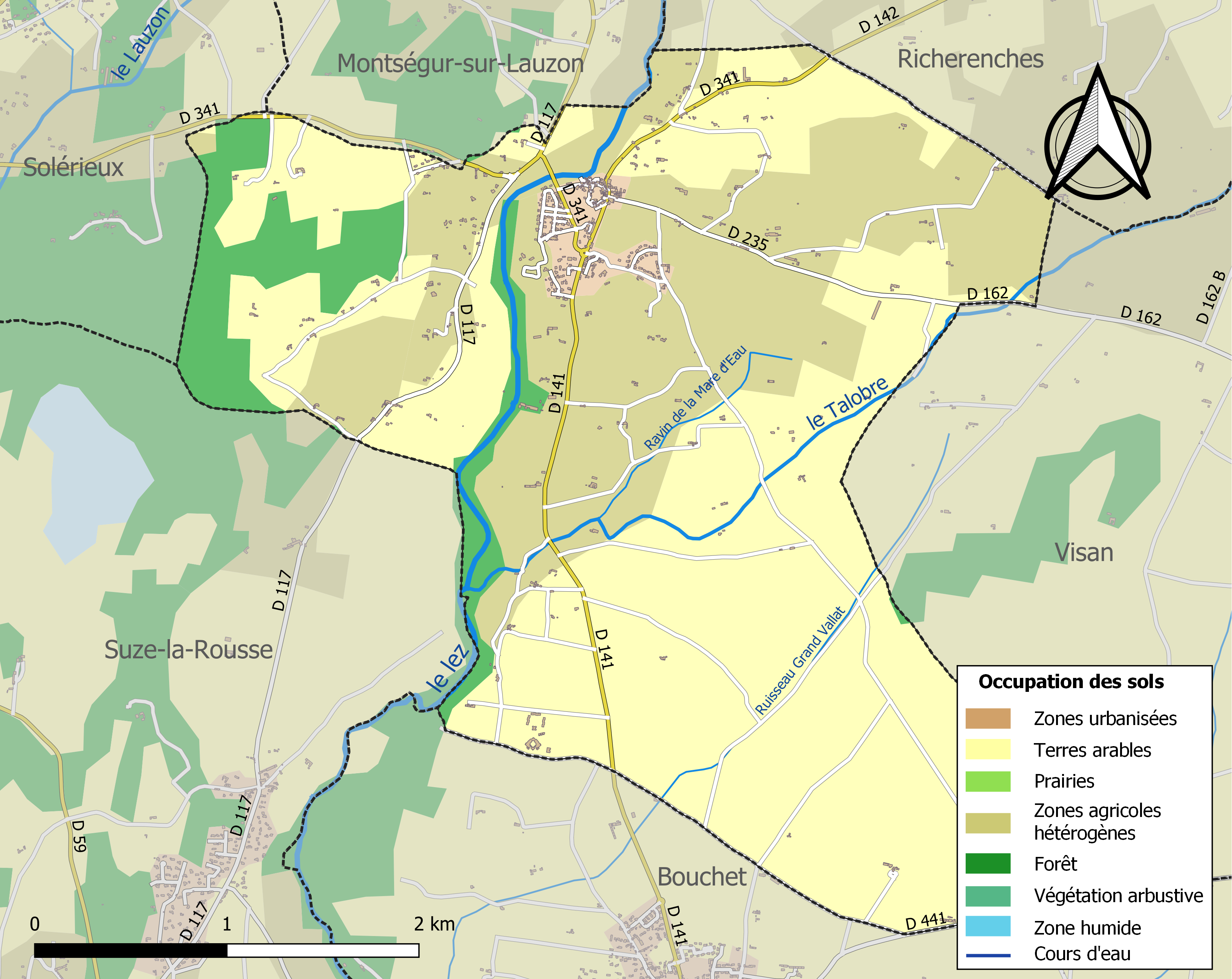
Carte des infrastructures et de l'occupation des sols de la commune en 2018 (CLC).

## Toponymie

### Attestations
Dictionnaire topographique du département de la Drôme :
- 1416 : mentionnée de l'église : Ecclesia parrochial Sancti Sepulchri de Balmis, Tricastrinensis diocesis (cartulaire de Saint-Paul-Trois-Château) ;
- 1437 : Castrum de Balmis (Guy Pape, quest. 154) ;
- 1539 : Baulme de Transy (Duchesne, Comtes de Valentinois, 104) ;
- 1539 : Baulme de Trancy (test. de Jean de Poitiers) ;
- 1585 : Baulmes (correspondance de Lesdiguières, III, 18) ;
- 1793 : Baume-Marat (Lacroix, L'arrond. de Montélimar, I, 199) ;
- 1891 : La Baume-de-Transit, commune du canton de Saint-Paul-Trois-Châteaux.

### Étymologie
Baume : du gaulois balma « grotte peu profonde, abri-sous-roche, caverne » et qui a également donné « balme ». Bien qu’apparu en même temps que ce dernier dans toute la France, il n’a été conservé que par l’occitan durant plusieurs siècles. Le mot est attesté surtout en toponymie[réf. nécessaire].
Aux confins du Dauphiné, le village servit de lieu de transit aux marchandises destinées à l’enclave provençale du comté de Grignan ; de là lui vint son nom de Baume-de-Transit[réf. nécessaire].

## Histoire

### Du Moyen Âge à la Révolution
La seigneurie :
- Possession de plusieurs co-seigneurs.
- Passe aux évêques de Saint-Paul-Trois-Châteaux (dès le IXe siècle).
- 1408 : inféodée aux (du) Chaylard.
- 1453 : cédée aux Bernes.
- 1464 : confisquée par le roi Louis XI.
- Donnée aux (des) Astards.
- 1467 : puis aux Poitiers-Saint-Vallier jusqu'à la mort de Diane de Poitiers (1499/1500 à 1566) / (elle serait venue plusieurs fois au château[réf. nécessaire]).
  - Diane, duchesse de Valentinois, fait incorporer la seigneurie dans le duché.
- 1566 : mort de Diane.
- 1574 : le comte de Suze prend le château aux huguenots. Il le saccage[réf. nécessaire].
- 1580 : la seigneurie est acquise par les La Baume-Suze.
- Vers 1684 : les Simiane, derniers seigneurs de la Baume-de-Transit.

Avant 1790, la Baume-de-Transit était une communauté de l'élection de Montélimar, subdélégation et bailliage de Saint-Paul-Trois-Châteaux, formant une paroisse du diocèse de Saint-Paul-Trois-Châteaux. Son église, premièrement dédiée au Saint-Sépulcre fut ensuite placée sous le vocable de Sainte-Croix, et les dîmes appartenaient à l'évêque diocésain.

### De la Révolution à nos jours

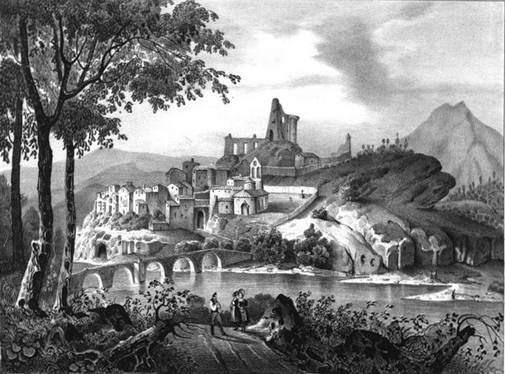
La Baume-de-Transit au XIXe siècle, illustrée par Victor Cassien (1808 - 1893).

En 1790, la Baume-de-Transit devint une communauté du canton de Suze-la-Rousse. En l'an II, elle devint le chef-lieu d'un canton comprenant la Baume-de-Transit, Chamaret, Chantemerle, Clansayes, Montségur et Saint-Restitut, mais pour redevenir en l'an VIII une simple commune du canton de Suze, incorporé deux ans plus tard à celui de Pierrelatte.
Jusqu'en mars 2015, la commune dépendait du canton de Saint-Paul-Trois-Châteaux. À la suite du redécoupage des cantons du département, elle est rattachée au canton de Grignan.

## Politique et administration

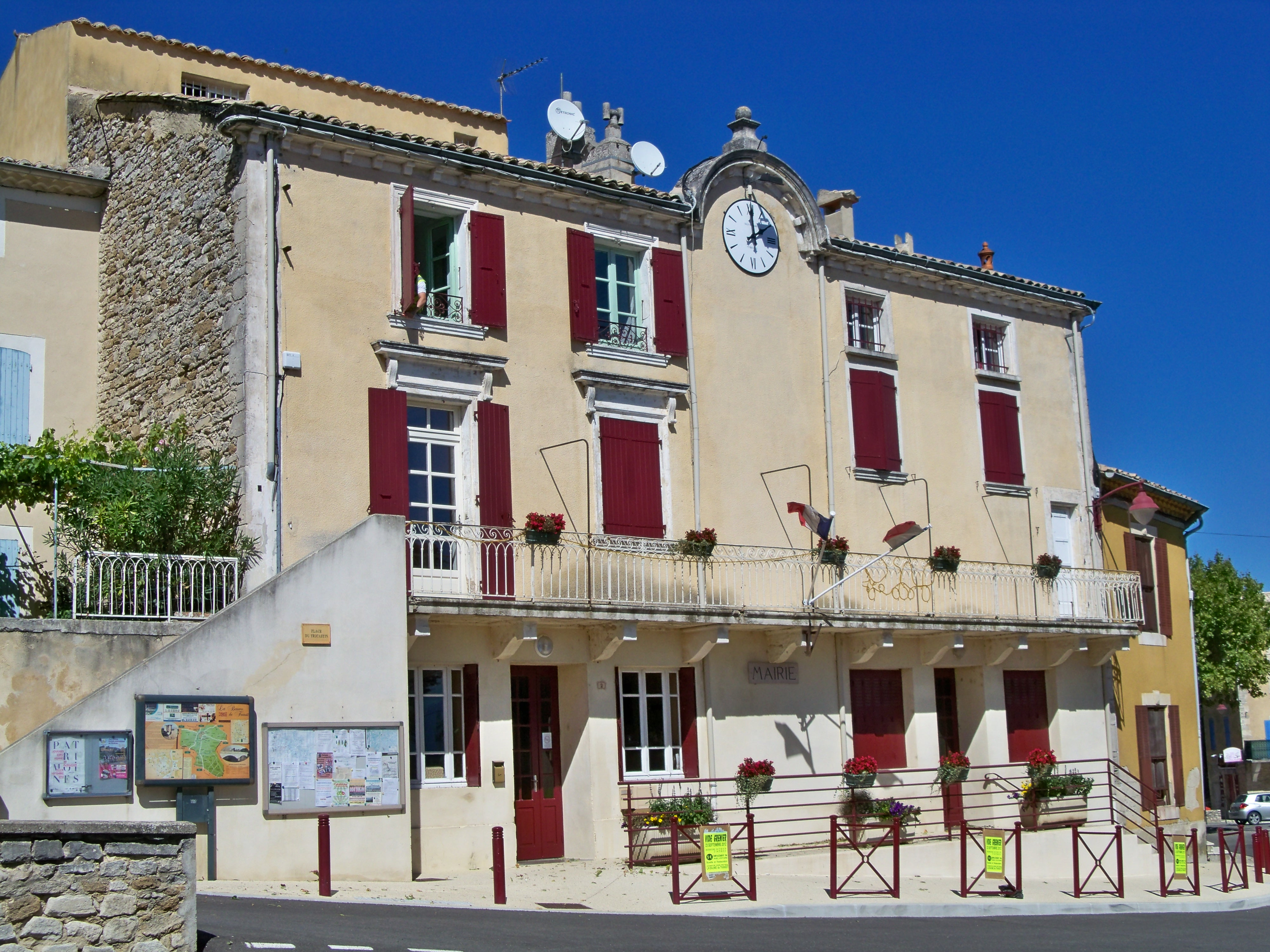
Mairie de La Baume-de-Transit.

### Liste des maires
| Période                                  | Période                       | Identité             | Étiquette | Qualité  |
| ---------------------------------------- | ----------------------------- | -------------------- | --------- | -------- |
| Les données manquantes sont à compléter. |                               |                      |           |          |
| mars 2001                                | En cours (au 23 janvier 2015) | Jean-Louis Gaudibert | PS        | Retraité |

### Politique environnementale
- Village fleuri[15].

## Population et société

### Démographie
L'évolution du nombre d'habitants est connue à travers les recensements de la population effectués dans la commune depuis 1793. Pour les communes de moins de 10 000 habitants, une enquête de recensement portant sur toute la population est réalisée tous les cinq ans, les populations de référence des années intermédiaires étant quant à elles estimées par interpolation ou extrapolation. Pour la commune, le premier recensement exhaustif entrant dans le cadre du nouveau dispositif a été réalisé en 2004.

En 2022, la commune comptait 933 habitants, en évolution de +8,61 % par rapport à 2016 (Drôme : +2,64 %, France hors Mayotte : +2,11 %).
| 1793 | 1800 | 1806 | 1821 | 1831 | 1836 | 1841 | 1846 | 1851 |
| ---- | ---- | ---- | ---- | ---- | ---- | ---- | ---- | ---- |
| 646  | 619  | 721  | 768  | 908  | 859  | 831  | 840  | 860  |

| 1856 | 1861 | 1866 | 1872 | 1876 | 1881 | 1886 | 1891 | 1896 |
| ---- | ---- | ---- | ---- | ---- | ---- | ---- | ---- | ---- |
| 866  | 902  | 882  | 871  | 800  | 754  | 681  | 608  | 577  |

| 1901 | 1906 | 1911 | 1921 | 1926 | 1931 | 1936 | 1946 | 1954 |
| ---- | ---- | ---- | ---- | ---- | ---- | ---- | ---- | ---- |
| 547  | 564  | 530  | 452  | 417  | 407  | 408  | 335  | 319  |

| 1962 | 1968 | 1975 | 1982 | 1990 | 1999 | 2004 | 2006 | 2009 |
| ---- | ---- | ---- | ---- | ---- | ---- | ---- | ---- | ---- |
| 340  | 358  | 405  | 513  | 614  | 742  | 814  | 821  | 827  |

| 2014 | 2019 | 2022 | - | - | - | - | - | - |
| ---- | ---- | ---- | - | - | - | - | - | - |
| 852  | 926  | 933  | - | - | - | - | - | - |

### Manifestations culturelles et festivités
- Fête votive : dimanche suivant le 10 août[15].

#### Loisirs
- Chasse et pêche[15].

## Économie
En 1992 : oliviers, plantes aromatiques, vignes (vin AOC Coteaux du Tricastin), céréales, fruits, tomates, ovins, truffes, apiculture.
- Foire à l'ancienne en mai[15].
- Marché (truffes) : du 1er novembre au 15 avril[15].

Des commerces de proximité sont installés sur la commune : épicerie, boulangerie, bar-tabac, coiffeur.

### Tourisme
- Site et panorama du bourg[15].

## Culture locale et patrimoine

### Lieux et monuments
- Le château féodal : tour féodale[15]. Il est classé au titre des monuments historiques depuis 1980[21].
- Village ancien sur butte[15].
- Église romane du XIIe siècle (MH) : plan tréflé, porche et clocher central du XIVe siècle, nef du XVIe siècle, chapiteaux, lanternes du XVIe siècle, trois reliquaires (objet classé)[15].
  - L'église Sainte-Croix de La Baume-de-Transit est l'un des plus curieux édifices de tout le Dauphiné. L'épaisseur de ses murs la fait dater du XIe siècle. Elle aurait été construite à l'époque de la 1re croisade par un noble chevalier qui voulait en faire son tombeau. Il prit modèle, dit-on sur l'église du Saint-Sépulcre de Jérusalem et les quatre absides qu'il fit élever formèrent une croix grecque. Les guerres de religion ayant détruit l'église paroissiale, on abattit l'abside de l'est et on construisit la nef actuelle. Les trois absides restantes forment un trèfle. Les colonnettes avec chapiteaux et la décoration font de l'église de la Baume-de-Transit l'un des plus beaux monuments du Tricastin. Elle est classée au titre des monuments historiques depuis 1908[21].
- Maisons du XVIe siècle[15].

### Patrimoine culturel
- Association des Amis de la Baume-de-Transit[15].

### Patrimoine naturel
- Rives du Lez[15].

### Héraldique, logotype et devise
|  | La Baume-de-Transit possède des armoiries dont l'origine et le blasonnement exact ne sont pas disponibles. |